# Liste der Eisenbahnstrecken in Slowenien

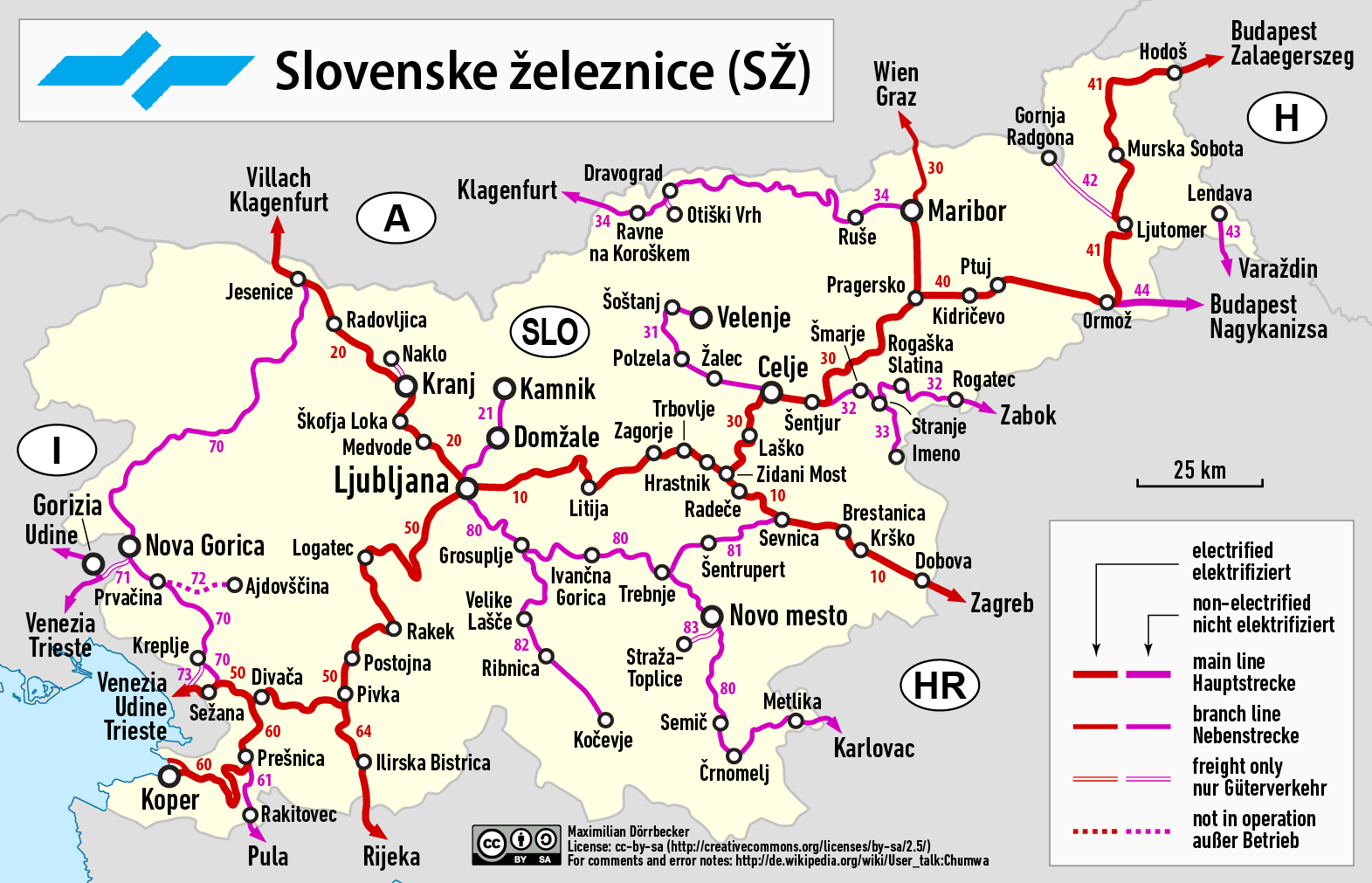
Eisenbahnnetz von Slowenien

Diese Liste stellt die Eisenbahnstrecken in Slowenien dar. Alle Normalspurstrecken werden von den Slowenischen Eisenbahnen (SŽ) betrieben. 

## Normalspur
| Verlauf                                                                | Spur- weite mm | G l e i s e | Länge km | Antrieb durch   | von | bis | Strecken- nummer | Be- trieb durch   | Bahnstrecken                                                      | Bemerkung        |
| ---------------------------------------------------------------------- | -------------- | ----------- | -------- | --------------- | --- | --- | ---------------- | ----------------- | ----------------------------------------------------------------- | ---------------- |
| Dobova Grenze – Zidani Most – Ljubljana                                | 1435           | 2           | 114,5    | 3 kV =          |     |     | 10               | SŽ                | Bahnstrecke Zidani Most–Novska                                    |                  |
| Ljubljana – Jesenice                                                   | 1435           | 1           | 64,5     | 3 kV =          |     |     | 20               | SŽ                | Bahnstrecke Tarvisio–Ljubljana                                    |                  |
| Jesenice – Grenze (– Rosenbach)                                        | 1435           | 2           | 7,0      | 15 kV ~ 16,7 Hz |     |     |                  | SŽ                | Rosentalbahn                                                      |                  |
| Jesenice – Rateče-Planica (– Tarvis)                                   | 1435           | 1           | 59,8     |                 |     |     |                  |                   |                                                                   | Strecke abgebaut |
| Kranj – Naklo                                                          | 1435           | 1           | 4,8      | Diesel          |     |     |                  | SŽ                |                                                                   | nur Güterverkehr |
| Naklo – Tržič                                                          | 1435           | 1           | 10,3     |                 |     |     |                  |                   |                                                                   | Strecke abgebaut |
| Ljubljana – Kamnik Graben                                              | 1435           | 1           | 23,5     | Diesel          |     |     | 21               | SŽ                |                                                                   |                  |
| Zidani Most – Celje – Maribor                                          | 1435           | 2           | 91,9     | 3 kV =          |     |     | 30               | SŽ                |                                                                   |                  |
| Maribor – Šentilj Grenze (– Spielfeld-Straß)                           | 1435           | 1           | 16,5     | 3 kV =          |     |     | 30               | SŽ                | Südbahn                                                           |                  |
| Slovenska Bistrica – Slovenska Bistrica Stadt                          | 1435           | 1           | 3,7      |                 |     |     |                  |                   |                                                                   | Strecke abgebaut |
| Celje – Velenje                                                        | 1435           | 1           | 37,5     | Diesel          |     |     | 31               | SŽ                | Lavanttalbahn                                                     |                  |
| Dravograd – Velenje                                                    | 1435           | 1           | 36,8     |                 |     |     |                  |                   |                                                                   | Strecke abgebaut |
| Grobelno – Stranje – Sveti Rok ob Sotli Grenze                         | 1435           | 1           | 14,2     | Diesel          |     |     | 32               | SŽ                |                                                                   |                  |
| Stranje – Imeno Grenze                                                 | 1435           | 2           |          | Diesel          |     |     | 33               | SŽ                |                                                                   |                  |
| Maribor – Dravograd – Prevalje Grenze (– Bleiburg)                     | 1435           | 1           | 82,2     | Diesel          |     |     | 34               | SŽ                | Drautalbahn                                                       |                  |
| Dravograd – Grenze (– Lavamünd)                                        | 1435           | 1           | ≈ 4      |                 |     |     |                  |                   |                                                                   | Strecke abgebaut |
| Pragersko – Ormož                                                      | 1435           | 1           | 40,3     | 3 kV =          |     |     | 40               | SŽ                | Bahnstrecke Pragersko–Budapest                                    |                  |
| Ormož – Ljutomer – Murska Sobota – Hodoš Grenze                        | 1435           | 1           | 69,2     | 3 kV =          |     |     | 41               | SŽ                | Bahnstrecke Körmend–Murska Sobota Bahnstrecke Murska Sobota–Ormož |                  |
| Ljutomer – Gornja Radgona Grenze (– Bad Radkersburg – Spielfeld-Straß) | 1435           | 1           | 22,7     | Diesel          |     |     | 42               | SŽ                | Radkersburger Bahn                                                | nur Güterverkehr |
| Lendava – Grenze Kroatien (– Čakovec)                                  | 1435           | 1           | 4,5      | Diesel          |     |     | 43               | SŽ                |                                                                   | nur Güterverkehr |
| Lendava – Grenze Ungarn (– Rédics)                                     | 1435           | 1           | ≈ 5,1    |                 |     |     | 43               |                   |                                                                   | Strecke abgebaut |
| Ormož – Središče Grenze                                                | 1435           | 1           | 11,6     | Diesel          |     |     | 44               | SŽ                | Bahnstrecke Pragersko–Budapest                                    |                  |
| Ljubljana – Divača – Sežana Grenze (– Triest)                          | 1435           | 2           | 116,8    | 3 kV =          |     |     | 50               | SŽ                | Bahnstrecke Spielfeld-Straß–Trieste Centrale                      |                  |
| (Ljubljana –) Brezovica – Vrhnika                                      | 1435           | 1           | 11,3     |                 |     |     |                  |                   |                                                                   | Strecke abgebaut |
| Prešnica – Koper potniska                                              | 1435           | 1           | 48,0     | 3 kV =          |     |     | 60               | SŽ                | Bahnstrecke Prešnica–Koper                                        |                  |
| Hrpelje-Kozina – Grenze (– Triest)                                     | 1435           | 1           | ~4       |                 |     |     |                  |                   |                                                                   | Strecke abgebaut |
| Prešnica – Rakitovec – Grenze (– Pula)                                 | 1435           | 1           | 14,7     | Diesel          |     |     | 61               | SŽ                |                                                                   |                  |
| Pivka – Ilirska Bistrica – Grenze (– Rijeka)                           | 1435           | 1           | 24,5     | 3 kV =          |     |     | 64               | SŽ                | Bahnstrecke Pivka–Rijeka                                          |                  |
| Jesenice – Nova Gorica – Sežana                                        | 1435           | 1           | 129,8    | Diesel          |     |     | 70               | SŽ                | Bahnstrecke Jesenice–Trieste                                      |                  |
| Nova Gorica Abzweig – Grenze (– Gorizia)                               | 1435           | 1           | 1,9      | Diesel          |     |     | 71               | SŽ                |                                                                   | nur Güterverkehr |
| Prvačina – Ajdovščina                                                  | 1435           | 1           | 15,1     | Diesel          |     |     | 72               | SŽ                | Bahnstrecke Prvačina – Ajdovščina                                 |                  |
| Kreplje – Grenze (– Villa Opicina)                                     | 1435           | 1           | 2,5      | Diesel          |     |     | 73               | SŽ                |                                                                   | nur Güterverkehr |
| Ljubljana – Novo mesto – Metlika Grenze (– Karlovac)                   | 1435           | 1           | 124,3    | Diesel          |     |     | 80               | SŽ                |                                                                   |                  |
| Sevnica – Trebnje                                                      | 1435           | 1           | 31,2     | Diesel          |     |     | 81               | SŽ                |                                                                   |                  |
| Grosuplje – Kočevje                                                    | 1435           | 1           |          | Diesel          |     |     | 82               | SŽ                |                                                                   | reaktiviert 2021 |
| Novo Mesto – Straža-Toplice                                            | 1435           | 1           | 8,3      | Diesel          |     |     | 83               | SŽ                |                                                                   | nur Güterverkehr |
| Hafenbahn Koper                                                        | 1435           | 1           |          |                 |     |     |                  | Luka Koper, d. d. |                                                                   |                  |

## Schmalspur
| Strecke                                         | Spur- weite mm | G l e i s e | Länge km | Antrieb durch        | von  | bis  | Strecken- nummer | Betrieb durch       | Bahnstrecken                   | Bemerkung                       |
| ----------------------------------------------- | -------------- | ----------- | -------- | -------------------- | ---- | ---- | ---------------- | ------------------- | ------------------------------ | ------------------------------- |
| Poljčane – Zreče                                | 760            | 1           | 20,8     |                      |      |      |                  |                     |                                | Strecke abgebaut                |
| Brestanica nach Norden                          | 600            | 1           | ~6       |                      |      |      |                  |                     |                                | Werkbahn, abgebaut              |
| Feldbahn Idrija                                 | 700            | 1           | 129      | Pferde und Motorloks | 1916 | 1917 |                  | K.u.K. Heer         |                                | Militärische Feldbahn, abgebaut |
| Kobarid – Pojana Grenze – (Cividale del Friuli) | 750            | 1           | ~9       |                      | 1915 | 1932 |                  | Società Veneta -SV- | Bahnstrecke Cividale - Kobarid | Strecke abgebaut                |
| (Triest –) Škofije – Sečovlje Grenze – (Poreč)  | 760            | 1           | ~33      |                      | 1902 | 1935 |                  | TPC                 | Lokalbahn Triest–Parenzo       |                                 |
| Piran – Portorož                                | 760            | 1           | ~5       | 750 V =              | 1907 | 1952 |                  |                     | Straßenbahn Piran-Portorose    |                                 |
| Postojna, Höhlen von Postojna                   | 620            | 2           | 2,5      | Akku                 | 1872 |      |                  |                     |                                |                                 |
| Ljubljana – Ježica                              | 1000           |             | ~4       | 600 V =              | 19__ | 19__ |                  |                     | Straßenbahn Ljubljana          |                                 |
| Ljubljana – Šentvid                             | 1000           |             | ~5,5     | 600 V =              | 19__ | 19__ |                  |                     | Straßenbahn Ljubljana          |                                 |
| Ljubljana – Vič                                 | 1000           | 1           | ~3       | 600 V =              |      |      |                  |                     |                                |                                 |
| Ljubljana – Rakovník                            | 1000           | 1           | ~2,5     | 600 V =              | 19__ | 19__ |                  |                     | Straßenbahn Ljubljana          |                                 |
| Ljubljana – Moste                               | 1000           | 1           | ~3,5     | 600 V =              | 19__ | 19__ |                  |                     | Straßenbahn Ljubljana          |                                 |
| Ljubljana – Žale                                | 1000           | 1           | ~2       | 600 V =              | 19__ | 19__ |                  |                     | Straßenbahn Ljubljana          |                                 |
| Ljubljana – Ljubljanski grad                    |                |             |          |                      |      |      |                  |                     |                                | Standseilbahn                   |

## Unvollendete Bahnstrecken
- Črnomelj – Vinica – Grenze Slowenien/Kroatien – Moravice